# Iris Raquin
Pour les articles homonymes, voir Raquin.
Iris Raquin, de son vrai nom Michelle Raquin, est une artiste peintre française née à Saint-Menoux le 23 août 1923 et morte à Nice le 6 septembre 2016.

## Biographie
Elle fait ses études artistiques à l’École nationale des Beaux-Arts de Clermont-Ferrand, puis se perfectionne à Paris auprès d'Emmanuel Fougerat et de l'Atelier de la Grande Chaumière.[réf. nécessaire]
Elle est influencée par les œuvres de Léonard de Vinci, Jean Cocteau, Vassily Kandinsky, Odilon Redon, Friedrich Nietzsche.[réf. nécessaire]. « Sa peinture évolue de l'impressionnisme à l'informel ».
Morte à Nice le 6 septembre 2016, Iris Raquin repose au cimetière de Saint-Menoux, sa commune natale où elle revenait régulièrement passer ses vacances.

## Postérité
À partir de 1956, Iris a exposé et participé à de nombreux salons, dans l'Allier, à Paris et dans les Alpes-Maritimes. C'est un peintre reconnu par ses contemporains, comme Armand Lanoux, Louis Nucéra, André Verdet, Jean Chabanon, Raymond Charmet ou Théo Tobiasse.[réf. nécessaire]

## Expositions personnelles
- Galerie de la place Beauvau, Paris, 1975, 1980, 1982, 1984, 1987, 1989, 1991.
- Galerie du Drap d'Or, Cannes, mars 1977.
- Iris Raquin, rétrospective, salle des fêtes de Saint-Menoux, août 2011[4].

## Expositions collectives
- Salon de la Jeune peinture méditerranéenne, 1959, 1960, 1961, 1963, 1964, 1965[2].
- Salon des Terres latines, Paris, 1959, 1960, 1961, 1964, 1964[2].

## Réception critique
- « De l'impressionnisme à l'informel, rarement peintre aura été aussi voué au plus tendre des quatre éléments et se sera aussi dissous en lui pour s'affirmer. » Armand Lanoux de l'Académie Goncourt[5]
- « Des abstractions savantes, musclées, très organisées, qui se souviennent pourtant de la dilution des formes de l'impressionnisme. » Gérald Schurr[6]